# Недер-Рейн
Не́дер-Рейн (нидерл. Nederrijn) — часть реки Рейн, рукав его дельты.
Длина — 50 км. В настоящее время истоком реки является Паннерденс-канал. Впадает Недер-Рейн в Кромме-Рейн на территории города Вейк-бей-Дюрстеде, также соединён каналом с Леком. К югу от реки расположена сельскохозяйственная область Бетюве.
Мосты через реку есть в Арнеме (железнодорожный и три автомобильных), Хетерене и Ренене.